# Аугустинуссен, Пятур
Пя́тур Аугу́стинуссен (фар. Pætur Augustinussen; род. 3 сентября 2002 года в Воавуре, Фарерские острова) — фарерский футболист-универсал, игрок клуба «Сувурой».

## Карьера
Пятур начинал карьеру в «Сувурое», а в 2017 году вошёл  в систему объединённой сувуройской команды «ТБ/ФКС/Ройн». За вторую команду этого клуба состоялся дебют универсала во взрослом футболе: 20 октября 2018 года он целиком отыграл встречу со второй командой клаксвуйкского «КИ» и стал автором одного из забитых голов. В своём дебютном сезоне Пятур также принял участие в игре с дублирующим составом «Скоалы». В конце 2018 года «ТБ/ФКС/Ройн» распался, а игрок снова оказался в «Сувурое». На протяжении 5 сезонов универсал выступал за эту команду в первом и втором дивизионах Фарерских островов, в общей сложности приняв участие в 104 матчах и забив в них 29 мячей. 
По итогам сезона-2024 воавурцы оформили сквозное повышение в фарерскую премьер-лигу. 16 марта Пятур в качестве капитана вывел свою команду на первый матч сезона-2025 против «Б68» и отыграл его целиком.

## Достижения
«Сувурой»
- Победитель второго дивизиона (1): 2023